# Csepel Galéria és Helytörténeti Gyűjtemény
A Csepel Galéria és Helytörténeti Gyűjtemény Budapest XXI. kerületében, a Szent Imre tér 3. alatt található helytörténeti gyűjtemény. 1985-ben alapították.
A Csepel Galéria jelenleg a Csete Balázs utca 15. szám alatt található.

## Állandó kiállítása
- Csepel története a kezdetektől napjainkig.